# Green Gully SC
Der Green Gully Soccer Club (Green Gully SC) ist ein australischer Fußballklub aus Melbourne im Bundesstaat Victoria. Er spielte in der National Premier Leagues Victoria. Von 1984 bis 1986 war der Klub für drei Spielzeiten in der damaligen erstklassigen National Soccer League vertreten. Mit neun Staatsmeisterschaften ist man nach dem South Melbourne FC mit zehn Meisterschaften, der Klub mit den meisten Titeln in der Liga.

## Geschichte
Der Klub wurde im Jahr 1955 als Ajax Soccer Club von maltesischen Immigranten gegründet. Hierbei wurde sich auf die Farben des FC Floriana und so auch für diesen Klub ein Logo in Grün und Weiß kreiert. Die Trikots übernahmen diese Farben auch in einem gestreiften Muster. Der Klub  wurde dann im Jahr 1966 in Green Gully Ajax SC umbenannt, nachdem man ein Spielfeld im Green Gully Reserve im Viertel Keilor Downs bezog. Im Jahr 1982 wurde dann zudem auch noch das Ajax aus dem Namen des Klubs gestrichen.
Ab dem Jahr 1964 spielte sich die Mannschaft die verschiedenen Stufen der Staatsligen in Victoria hoch und so landete man erstmals im Jahr 1977 in der damals Victoria Premier League genannten ersten Staatsliga. Hier dauerte es auch nicht lange, bis man sich nach oben gekämpft hatte und erstmals im Jahr 1981 die erste Meisterschaft holte. Direkt danach gelangen noch zwei weitere Meisterschaften, erst aber nach der aus dem Jahr 1983 durfte man dann erstmals in die ein paar Jahre zuvor neu geschaffene landesübergreifende National Soccer League (NSL) aufsteigen. Dort gelang als beste Platzierung im Jahr 1985 aber nur ein neunter Platz und so ging es nach einem 12. Platz im Folgejahr wieder zurück in die Staatsliga.
Hier dauerte es bis zum Jahr 1999, bis eine weitere Meisterschaft erreicht wurde. Aber auch nach einer weiteren Meisterschaft im Jahr 2000 ging es nicht ein zweites Mal in die NSL. Wenige Jahre danach wurde diese Liga dann auch eingestellt. Bis heute gelangen dann noch einmal vier weitere Staatsmeisterschaften, wovon die letzte aus dem Jahr 2011 stammt.

## Erfolge
- National Premier Leagues Victoria
  - Meister: 1981, 1982, 1983, 1999, 2000, 2004, 2005, 2008, 2011